# Blanche Sewell
Blanche Sewell (née le 27 octobre 1898 dans l'actuel Oklahoma (lieu à préciser) et morte le 2 février 1949 à Burbank en Californie) est une monteuse américaine. 

## Biographie
Blanche Sewell effectue le montage d'une soixantaine de films américains entre 1925 et 1949, année de son décès prématuré.

## Filmographie partielle
- 1925 : Une femme très sport (The Sporting Venus)
- 1926 : Marine d'abord ! (Tell It to the Marines) de George W. Hill
- 1927 : Man, Woman and Sin de Monta Bell
- 1927 : L'Homme de la nuit (After Midnight) de Monta Bell
- 1928 : Les Cosaques (The Cossacks) de George William Hill
- 1929 : Le Procès de Mary Dugan (The Trial of Mary Dugan) de Bayard Veiller
- 1929 : Le Droit d'aimer (The Single Standard), de John S. Robertson
- 1931 : Tribunal secret (The Secret Six) de George W. Hill
- 1932 : La Belle de Saïgon (Red Dust) de Victor Fleming
- 1932 : Grand Hotel d'Edmund Goulding
- 1932 : La Femme aux cheveux rouges (Red-Headed Woman) de Jack Conway
- 1933 : Le Secret de Madame Blanche (The secret of Madame Blanche) de Charles Brabin
- 1933 : Tugboat Annie de Mervyn LeRoy
- 1933 : La Reine Christine (Queen Christina) de Rouben Mamoulian
- 1934 : L'Île au trésor (Treasure Island) de Victor Fleming
- 1935 : La Naissance d'une étoile (Broadway Melody of 1936) de Roy Del Ruth
- 1935 : La Fugue de Mariette (Naughty Marietta) de Robert Z. Leonard et W. S. Van Dyke
- 1935 : The Flame Within, d'Edmund Goulding
- 1936 : L'amiral mène la danse (Born to Dance) de Roy Del Ruth
- 1936 : L'Enchanteresse (The Gorgeous Hussy) de Clarence Brown
- 1937 : Rosalie de W. S. Van Dyke
- 1937 : Le Règne de la joie (Broadway Melody of 1938) de Roy Del Ruth
- 1938 : Surprise Camping (Listen, Darling), d'Edwin L. Marin
- 1939 : Le Magicien d'Oz (The Wizard of Oz) de Victor Fleming
- 1940 : Broadway qui danse (Broadway Melody of 1940) de Norman Taurog
- 1940 : Two Girls on Broadway de S. Sylvan Simon
- 1940 : La Fièvre du pétrole (Boom Town) de Jack Conway
- 1941 : Franc jeu (Honky Tonk) de Jack Conway
- 1941 : L'aventure commence à Bombay (They met in Bombay) de Clarence Brown
- 1941 : La Danseuse des Folies Ziegfeld (Ziegfeld Girl) de Robert Z. Leonard
- 1942 : Panama Hattie de Norman Z. McLeod, Roy Del Ruth et Vincente Minnelli
- 1943 : La Du Barry était une dame (Du Barry was a Lady) de Roy Del Ruth
- 1943 : La jeunesse s'amuse (Best Foot Forward) d'Edward Buzzell
- 1944 : Le Bal des sirènes (Bathing Beauty) de George Sidney
- 1945 : La Vallée du jugement (The Valley of Decision) de Tay Garnett
- 1946 : Ève éternelle (Easy to Wed) de Edward Buzzell
- 1947 : Sénorita Toréador (Fiesta) de Richard Thorpe
- 1948 : Le Pirate (The Pirate) de Vincente Minnelli
- 1949 : Match d'amour (Take me out to the Ball Game) de Busby Berkeley